# 대한민국 헌법 제44조
대한민국 헌법 제44조는 대한민국 헌법의 조항이다. 국회의원의 불체포특권에 대해서 서술하고 있다.

## 본문
①국회의원은 현행범인인 경우를 제외하고는 회기 중 국회의 동의없이 체포 또는 구금되지 아니한다.
②국회의원이 회기 전에 체포 또는 구금된 때에는 현행범인이 아닌 한 국회의 요구가 있으면 회기 중 석방된다.

## 내용
국민을 대표하는 국회의원이 부당하게 신체가 구속됨으로써 국회의원의 활동이 제한받는 것을 막기 위하여 만들어진 특권이다. 불체포특권은 1603년 영국에서 처음으로 법제화되었다고 알려져 있다. 행정부에 의하여 국회의 기능이 무력화되거나 국회의원의 활동이 제약되는 것을 방지하여 국회와 국회의원이 정상적으로 활동할 수 있도록 하는데 있다.

## 같이 보기
- 대한민국 헌법 제3장
- 대한민국 국회